# Hadwig von Wied

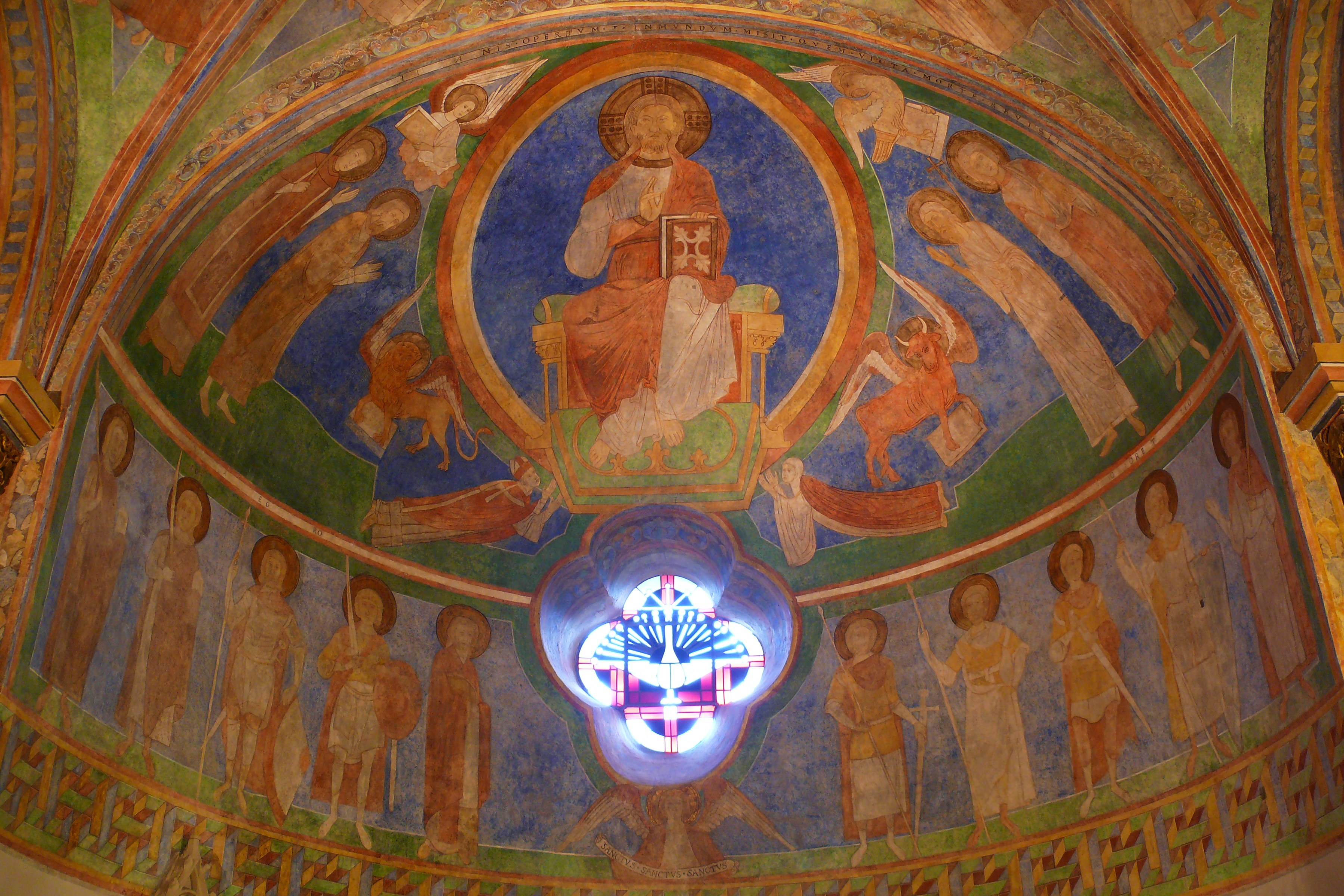
Im Deckengemälde der Stiftskirche von Schwarzrheindorf ist Hadwig als Stifterin in Proskynese neben ihrem Bruder vor dem Weltenrichter abgebildet.

Hadwig von Wied (* vermutlich vor 1120; † vermutlich vor 1172) nahm Mitte des 12. Jahrhunderts leitende Positionen in mehreren weiblichen Lebensgemeinschaften ein. So war sie zunächst Äbtissin der Damenstifte Gerresheim und Essen, einer Organisationsform gemeinschaftlichen Lebens, welche den Frauen der damaligen Zeit erlaubte, ohne Gelübde und lebenslange Bindung vergleichsweise selbstbestimmt zu leben. Darüber hinaus war sie an der Gründung des Klosters Schwarzrheindorf beteiligt, dessen Bau durch ihren Bruder, den Kölner Erzbischof Arnold von Wied (1151–1156), veranlasst wurde und zu dessen erste Vorsteherin sie anschließend berufen wurde.

## Familie und Werdegang
Hadwig stammte aus der mittelrheinischen Grafenfamilie von Wied. Ihr Vater war Graf Metfried von Wied; zu ihren Geschwistern zählen laut Forschungsberichten Arnold, Siegfried, Ludwig, Burkhard sowie Hizeka (Hizecha), Sophia und Siburgis (Siburgia).
Über Hadwigs Ausbildung ist nichts Näheres bekannt, jedoch ist vorauszusetzen, dass sie schon in frühen Jahren Sanktimoniale gewesen war. Dies lässt sich aus der Gewohnheit der adeligen Familien zu dieser Zeit, mit ihren patriarchalischen Machtstrukturen, schließen. Unverheiratete Töchter wurden in eine Frauengemeinschaft gegeben. Auch die späteren Einsetzungen Hadwigs als Gerresheimer und Essener Äbtissin weisen auf eine frühe Sozialisierung in einer Frauengemeinschaft hin. An welchem Ort Hadwig ihre Ausbildung erhielt ist aus den verfügbaren Quellen ebenfalls nicht ersichtlich.
Hadwig von Wied lässt sich insofern als Frau ihrer Zeit verstehen, als dass sie in ein Geflecht von patriarchalischer Herrschaftsordnung und Patronage eingebunden war. Darüber hinaus ist anzunehmen, dass ihre verwandtschaftlichen Beziehungen, als Schwester des Kölner Erzbischofs, innerhalb der damaligen Adelskirche durchaus ihren Teil dazu beitrugen, dass Hadwig sowohl die Äbtissinenwürde in Gerresheim und Essen erhielt, sowie den Vorsitz des Klosters Schwarzrheindorf.

## Wirken als Äbtissin
Nach dem Tod ihres Bruders Arnold übernahm Hadwig den Aufbau der Frauengemeinschaft in Schwarzrheindorf, wo sie ihre jüngeren Schwestern Sophia und Siburgis als Äbtissin bzw. Dechantin einsetzte (nach 1167). In der Fachliteratur existieren unterschiedliche Annahmen darüber, nach welcher Verfassung sich das Zusammenleben der Bewohnerinnen von Schwarzrheindorf unter Hadwigs Leitung und zu den verschiedenen Zeitpunkten der Folgezeit organisierte. Es lässt sich jedoch aus dem Quellenmaterial herleiten, dass sich die Gemeinschaft in Schwarzrheindorf erst um die Wende des 15. Jahrhunderts offiziell in ein Damenstift umwandelte und im Vorfeld dazu im Sinne eines Benediktinerinnenklosters ausgerichtet war.
Aus den überlieferten Informationen bezüglich ihrer Person, lässt sich aus heutiger Perspektive das Bild einer Frau zeichnen, welche im Rahmen ihrer gegebenen Möglichkeiten, ihren Einfluss festigte und Wirkungsbereich ausdehnte. So lässt sich unter anderem aus einem Schreiben des Abts Wibald von Stablo und Corvey aus dem Jahre 1148 an Hadwig darauf schließen, dass diese nicht ausschließlich der Errichtung von Schwarzrheindorf zustimmt, so wie es scheinbar die übrigen Geschwister taten, sondern zudem aktiv am Errichtungsprozess beteiligt gewesen war, indem sie den Bau der Kapelle zumindest für den Zeitraum beaufsichtigte, in welchem Arnold von Wied abwesend war, da er am zweiten Kreuzzug teilnahm.
Noch heute zeigen die Wandgemälde der dortigen Stiftskirche St. Clemens (um 1170) die Stifter Arnold und Hadwig demütig vor dem Weltenrichter Jesus Christus. Eine Inschrift in der Ostapsis der Kirche berichtet über den Tag der Kirchenweihe am 24. April 1151 und die dafür anwesenden weltlichen und geistlichen Größen, wie unter anderem den staufischen König Konrad III. und den Geschichtsschreiber Bischof Otto von Freising. Obwohl Hadwig in dieser Weihschrift nicht unter den Anwesenden aufgeführt ist, haben sich ihre Wege durchaus mit denen bedeutsamer Personen ihrer Zeit gekreuzt. So lassen überlieferte Briefwechsel mit Abt Wibald von Stablo, einer der Anwesenden der Weihe von Schwarzrheindorf, auf eine innige und freundschaftliche Beziehung der beiden schließen.
Die Urkunden, die sie als Essener Äbtissin ausstellte, lassen das Bild einer Trägerin von weltlicher Macht und Herrschaft erkennen. Der Kölner Erzbischof Philipp I. von Heinsberg (1167–1191) spricht in einer Urkunde von Hadwig als eine "starke Frau", die "viele bedeutende und größere Mühen, die üblicherweise keine Arbeiten des weiblichen Geschlechts sind", erfolgreich bewältigte.